# Expeditie Robinson 2001
Expeditie Robinson 2001 is het 2e seizoen van Expeditie Robinson.

## Synopsis
Twee kampen werden halverwege samengevoegd. Eén afvaller (Koenraad) was even eerder teruggekeerd door te winnen van de twee andere afgevallenen. Dit werd gearrangeerd vanwege de opgave van te veel kandidaten. De eilanden waren niet geheel survival-waardig meer omdat de deelnemers uit Denemarken en Noorwegen die de maand ervoor er hadden gebivakkeerd, ze hadden leeggegeten. De laatste Eilandraad werd op het eiland zelf gehouden en de reeds afgevallen expeditieleden die de samensmelting van de twee kampen hadden meegemaakt mochten stemmen. Richard (België) won van Pascale (België) met 7-0.

## Kandidaten
| Deelnemer             | Leeftijd | Woonplaats   | Beroep                                   | Plaats                                        |
| --------------------- | -------- | ------------ | ---------------------------------------- | --------------------------------------------- |
| Richard Mackowiak     | 44       | Bilzen       | oud-mijnwerker                           | finalist, winnaar € 50.000                    |
| Pascale Mertens       | 28       | Arendonk     | directiesecretaresse                     | finalist, tweede                              |
| Pieter d'Hane         | 35       | Rotterdam    | accountmanager                           | afgevallen, derde                             |
| Melanie Drent         | 21       | Nijmegen     | student Personeel & Arbeid               | weggestemd, vierde                            |
| Koenraad Schwagten    | 44       | Lier         | kinderchirurg                            | weggestemd, vijfde                            |
| Jennifer Smit         | 43       | Waalre       | winkeleigenaar                           | vertrokken (kokosnootallergie) zesde          |
| Gerrit van den Berghe | 37       | Aalter       | ondernemer bouwsector                    | weggestemd, zevende                           |
| Nathalie Nisen        | 37       | Destelbergen | koerier, Belg. kamp. 400m horden 1986/87 | weggestemd, achtste                           |
| Martijn Diender       | 24       | Groningen    | fysiotherapeut                           | weggestemd, negende                           |
| Christine Colaris     | 36       | Susteren     | politieagent                             | weggestemd, tiende                            |
| Jasha van der Wel     | 23       | Amsterdam    | student psychologie                      | vertrokken uit zichzelf, elfde                |
| Jan van Hoof          | 25       | Ekeren       | kunstenaar                               | weggestemd, twaalfde                          |
| Gwann van der Elzen   | 31       | Veldhoven    | decorateur, taekwondo kampioen           | weggestemd, dertiende                         |
| Eric Buissink         | 62       | Heemserveen  | ondernemer                               | weggestemd, veertiende                        |
| Hilde Jacobs          | 36       | Deurne       | eigenaar bakkerij                        | vertrokken (psychische problemen), vijftiende |
| Lobke Peers           | 21       | Zoersel      | student fotografie                       | weggestemd, zestiende                         |